# Мавровско језеро
Мавровско језеро (мкд. Мавровско Езеро) је вештачко језеро у северозападном делу Северне Македоније. Језеро се налази у најнижем делу Националног парка Маврово, на 1.200 метара надморске висине. На југу језеро је затворено шумовитом планином Влаиница, а на северу огранцима Шар планине.
Језеро је дугачко 10km, а широко од 3 до 5km. Максимална дубина језера износи око 50m и то у близини бране.
До 1947. године на месту данашњег језера налазила се Мавровска котлина кроз коју је текла Мавровска река. Тада је река преграђена на излазу из котлине великом земљаном браном. Тако настало језеро је поплавило 1.370 хектара земљишта (претежно под ливадама) и акумулирало око 357 милиона m³ воде.
Брана је висока 54m, дугачка 210m и широка 5m. У основи је широка 286m, а у њу је уграђено 705.000m³ материјала.
Данас језеро напаја и река Радика. Хидроенергетски потенцијал ове речице се користи за производњу електричне енергија, а њена вода се користи и за наводњавање. Сваке године у току зиме језеро се замрзава. Мавровско језеро порибљено је пастрмком и другом рибом, а у околини језера налази се доста дивљачи.
У Мавровском језеру налази се црква Св. Николе, која је потопљена 1953. године.